# Іст-Данді (Іллінойс)
Іст-Данді (англ. East Dundee) — селище (англ. village) в США, в округах Кейн і Кук штату Іллінойс. Населення — 3152 особи (2020).

## Географія
Іст-Данді розташований за координатами 42°5′51″ пн. ш. 88°14′52″ зх. д. / 42.09750° пн. ш. 88.24778° зх. д. (42.097430, -88.247677).  За даними Бюро перепису населення США в 2010 році селище мало площу 7,70 км², з яких 7,08 км² — суходіл та 0,62 км² — водойми.

## Демографія
Згідно з переписом 2010 року, у селищі мешкало 2860 осіб у 1274 домогосподарствах у складі 786 родин. Густота населення становила 372 особи/км².  Було 1348 помешкань (175/км²).
Расовий склад населення:
| - 92,9 % — білих - 2,7 % — азіатів - 2,2 % — чорних або афроамериканців - 0,1 % — корінних американців |

До двох чи більше рас належало 1,2 %. Частка іспаномовних становила 7,9 % від усіх жителів.
За віковим діапазоном населення розподілялося таким чином: 17,0 % — особи молодші 18 років, 64,4 % — особи у віці 18—64 років, 18,6 % — особи у віці 65 років та старші. Медіана віку мешканця становила 45,9 року. На 100 осіб жіночої статі у селищі припадало 95,2 чоловіків;  на 100 жінок у віці від 18 років та старших — 94,2 чоловіків також старших 18 років.
Середній дохід на одне домашнє господарство  становив 67 547 доларів США (медіана — 57 813), а середній дохід на одну сім'ю — 78 737 доларів (медіана — 73 098). За межею бідності перебувало 14,6 % осіб, у тому числі 32,4 % дітей у віці до 18 років та 6,5 % осіб у віці 65 років та старших.
Цивільне працевлаштоване населення становило 1578 осіб. Основні галузі зайнятості: науковці, спеціалісти, менеджери — 16,4 %, роздрібна торгівля — 14,1 %, виробництво — 14,0 %.